# 북위 25도
북위 25도는 적도에서 25도 북쪽을 지나는 위선이다. 아프리카, 아시아, 인도양, 태평양, 북아메리카, 대서양을 지난다. 이 위도에서의 일조시간은 하지일 때 13시간 42분, 동지일 때 10시간 35분이다. 
북위 25도선을 기준으로 모리타니와 말리가 국경의 일부를 형성하고 있다.

## 지나가는 지역
북위 25도선은 본초 자오선으로부터 동쪽을 향해 다음 지역들을 지나간다.

북위 25도선을 경계로 한 모리타니와 말리의 국경선 (붉은선)

| 좌표                                                    | 국가·지역·해역                                                                 | 비고 |
| ------------------------------------------------------- | ------------------------------------------------------------------------------ | --- |
| 북위 25° 0′ 동경 0° 0′  / 북위 25.000° 동경 0.000°      | 알제리                                                                         | |
| 북위 25° 0′ 동경 10° 2′  / 북위 25.000° 동경 10.033°    | [[파일:{{{국기그림-과도정부}}}\|22x20px\|border \|리비아\|링크=리비아]] 리비아 | |
| 북위 25° 0′ 동경 25° 0′  / 북위 25.000° 동경 25.000°    | 이집트                                                                         | |
| 북위 25° 0′ 동경 34° 57′  / 북위 25.000° 동경 34.950°   | 홍해                                                                           | |
| 북위 25° 0′ 동경 37° 17′  / 북위 25.000° 동경 37.283°   | 사우디아라비아                                                                 | |
| 북위 25° 0′ 동경 50° 38′  / 북위 25.000° 동경 50.633°   | 페르시아만                                                                     | 바레인만 |
| 북위 25° 0′ 동경 50° 48′  / 북위 25.000° 동경 50.800°   | 카타르                                                                         | |
| 북위 25° 0′ 동경 51° 38′  / 북위 25.000° 동경 51.633°   | 페르시아만                                                                     | |
| 북위 25° 0′ 동경 55° 3′  / 북위 25.000° 동경 55.050°    | 아랍에미리트                                                                   | |
| 북위 25° 0′ 동경 56° 22′  / 북위 25.000° 동경 56.367°   | 인도양                                                                         | 아라비아해 |
| 북위 25° 0′ 동경 66° 42′  / 북위 25.000° 동경 66.700°   | 파키스탄                                                                       | 발루치스탄주 신드주 - 카라치의 북쪽을 통과                                                                                         |
| 북위 25° 0′ 동경 70° 55′  / 북위 25.000° 동경 70.917°   | 인도                                                                           | 라자스탄주 마디아프라데시주 우타르프라데시주 마디아프라데시주 우타르프라데시주 마디아프라데시주 우타르프라데시주 비하르주 서벵골주 |
| 북위 25° 0′ 동경 88° 24′  / 북위 25.000° 동경 88.400°   | 방글라데시                                                                     | |
| 북위 25° 0′ 동경 92° 25′  / 북위 25.000° 동경 92.417°   | 인도                                                                           | 아삼주 마니푸르주 |
| 북위 25° 0′ 동경 94° 43′  / 북위 25.000° 동경 94.717°   | 미얀마                                                                         | |
| 북위 25° 0′ 동경 97° 43′  / 북위 25.000° 동경 97.717°   | 중화인민공화국                                                                 | 윈난성 - 쿤밍시 남쪽을 통과 구이저우성 광시 좡족 자치구 후난성 광시 좡족 자치구 후난성 광둥성 후난성 광둥성 장시성 푸젠성          |
| 북위 25° 0′ 동경 118° 59′  / 북위 25.000° 동경 118.983° | 남중국해                                                                       | 타이완 해협 |
| 북위 25° 0′ 동경 121° 1′  / 북위 25.000° 동경 121.017°  | 중화민국                                                                       | 타이완섬 - 타이베이시 남쪽을 통과                                                                                                  |
| 북위 25° 0′ 동경 121° 59′  / 북위 25.000° 동경 121.983° | 태평양                                                                         | 일본 미야코섬 북쪽을 통과 일본 이오섬 북쪽을 통과                                                                                  |
| 북위 25° 0′ 서경 112° 12′  / 북위 25.000° 서경 112.200° | 멕시코                                                                         | 막달레나만 바하칼리포르니아수르주 산호세 섬                                                                                        |
| 북위 25° 0′ 서경 110° 34′  / 북위 25.000° 서경 110.567° | 칼리포르니아만                                                                 | |
| 북위 25° 0′ 서경 108° 13′  / 북위 25.000° 서경 108.217° | 멕시코                                                                         | 알타무라섬 탈치치틀레섬 시날로아주 두랑고주 코아우일라주 누에보레온주 타마울리파스주                                               |
| 북위 25° 0′ 서경 97° 32′  / 북위 25.000° 서경 97.533°   | 멕시코만                                                                       | |
| 북위 25° 0′ 서경 80° 32′  / 북위 25.000° 서경 80.533°   | 미국                                                                           | 플로리다주 키라고섬 |
| 북위 25° 0′ 서경 80° 31′  / 북위 25.000° 서경 80.517°   | 대서양                                                                         | 플로리다 해협 |
| 북위 25° 0′ 서경 78° 10′  / 북위 25.000° 서경 78.167°   | 바하마                                                                         | 안드로스섬 |
| 북위 25° 0′ 서경 77° 57′  / 북위 25.000° 서경 77.950°   | 대서양                                                                         | |
| 북위 25° 0′ 서경 77° 33′  / 북위 25.000° 서경 77.550°   | 바하마                                                                         | 뉴프로비던스섬 - 나소의 남쪽을 통과                                                                                                |
| 북위 25° 0′ 서경 77° 20′  / 북위 25.000° 서경 77.333°   | 대서양                                                                         | |
| 북위 25° 0′ 서경 76° 9′  / 북위 25.000° 서경 76.150°    | 바하마                                                                         | 일루서라섬 |
| 북위 25° 0′ 서경 76° 8′  / 북위 25.000° 서경 76.133°    | 대서양                                                                         | |
| 북위 25° 0′ 서경 14° 50′  / 북위 25.000° 서경 14.833°   | 서사하라                                                                       | 모로코와 사하라 아랍 민주 공화국이 서로 영토 주권을 주장                                                                           |
| 북위 25° 0′ 서경 12° 0′  / 북위 25.000° 서경 12.000°    | 모리타니                                                                       | |
| 북위 25° 0′ 서경 6° 34′  / 북위 25.000° 서경 6.567°     | 모리타니와 말리의 국경                                                         | |
| 북위 25° 0′ 서경 4° 49′  / 북위 25.000° 서경 4.817°     | 알제리                                                                         | |

## 같이 보기
- 북위 24도
- 북위 26도